# Thunnus orientalis
El atún cimarrón o atún oriental de aleta azul (Thunnus orientalis) es una especie de peces de la familia Scombridae en el orden de los Perciformes. El atún de aleta azul es un teleósteo epipelágico que habita prácticamente en todas las aguas del planeta y es considerado uno de los principales depredadores de estos ecosistemas oceánicos. Esta especie realiza grandes migraciones en el Océano Pacífico desde Japón hasta la costa oeste de Norteamérica. El desconocimiento del estilo de vida del atún es un problema importante desde el punto de vista del manejo de los recursos en todo el océano y de las políticas de conservación debido a la gran explotación por su elevado valor en el mercado. Este hecho se ve agravado debido a la elevada mortalidad que se produce en acuicultura.

## Morfología
Los machos pueden llegar alcanzar los 300 cm de longitud total y los 450 kg de peso.

## Distribución geográfica
Se encuentra en el Pacífico norte (desde el Golfo de Alaska hasta el sur de California y la Península de Baja California, y desde Sajalín hasta el norte de las Filipinas). También se han encontrado ejemplares en Australia Occidental y el Golfo de Papúa.

## Genoma
El genoma de Thunnus orientalis ha sido recientemente secuenciado por Nakamura et al., 2013. La secuenciación del genoma una herramienta valiosa para avanzar en el conocimiento de este organismo ya que las aproximaciones experimentales son complicadas porque el atún es todavía difícil de cultivar y manejar.  Así que la estrategia genómica parece ser la mejor manera de hacer aproximaciones sobre el estilo de vida y adaptaciones, como por ejemplo la adaptación de su sistema visual.
La secuenciación de un total de 740,3 Mb (lo que supone un 92,5 % del genoma) se ha llevado a cabo a través de una técnica de shotgun y ensamblaje.Para identificar regiones codificantes de genes se aisló el RNA de 10 tejidos diferentes del atún y se obtuvo la librería de cDNA para identificarlas en los scaffolds, además se emplearon ESTs de Thunnus orientalis y el alineamiento con genes de seis teleósteos secuenciados en ensamble. El resultado han sido 26 433 secuencias codificantes de proteínas.
El genoma ensamblado ya ha sido incluido en GenBank con el número de acceso (BADN01000001–BADN01133062).

## Visión: los genes opsina
En general, un estilo de vida predatorio como el de Thunnus orientalis requiere que los sistemas de detección sean eficientes, como es por ejemplo la visión a color. El sistema visual de los peces incluye normalmente cinco genes opsina. La rodopsina (RH1) que se expresa en los bastones, y cuatro genes que se expresan en los conos; el gen sensible a longitudes de onda que se encuentran en el rojo (M/LWS), el sensible a UV (SWS1), el sensible al azul (SWS2) y sensible al verde (RH2).

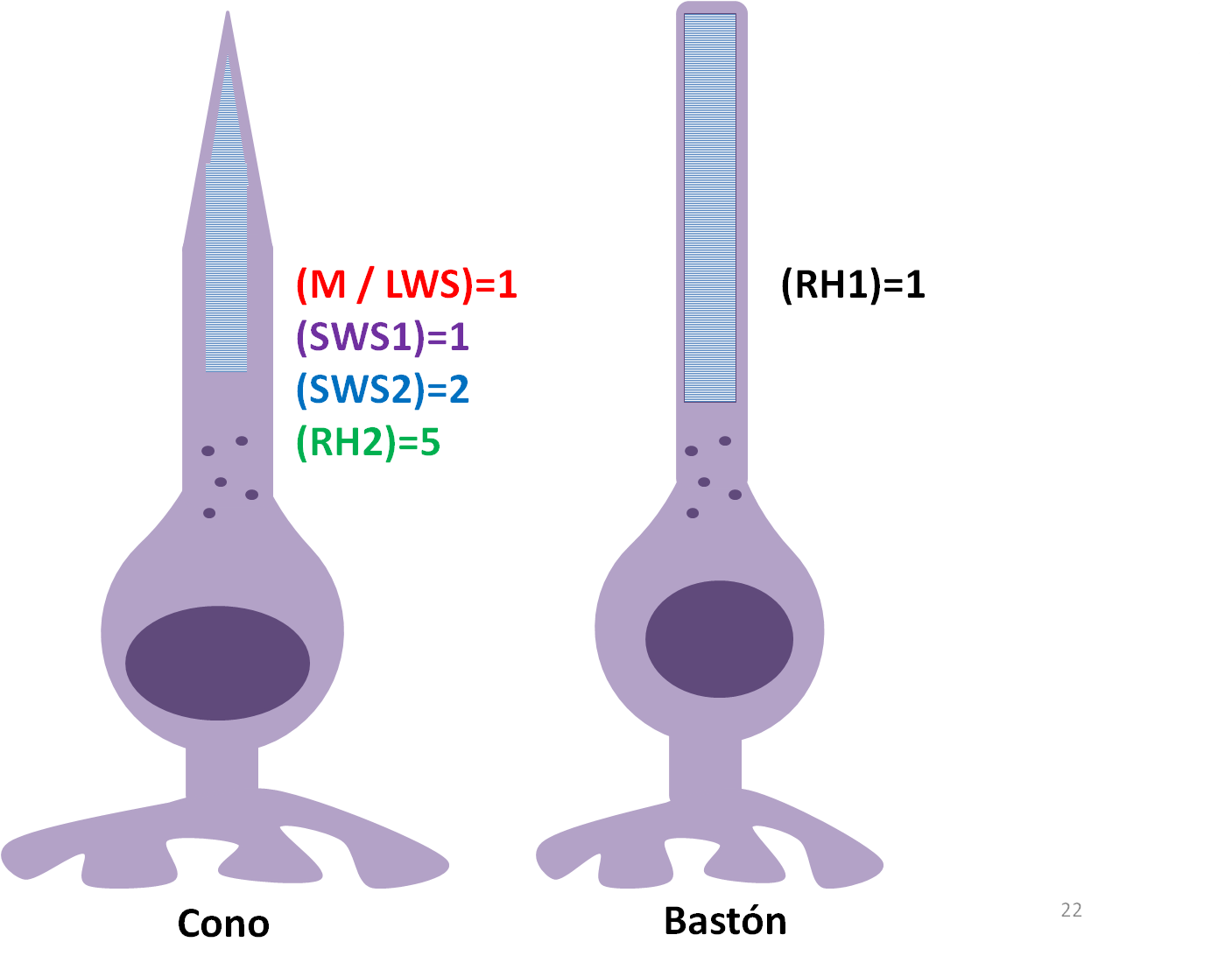
Distribución de la expresión de los genes opsina en el atún de aleta azul

Las especies de peces a menudo tienen múltiples copias de genes opsina, por ejemplo, Oryzias latipes tiene tres genes RH2, y Poecilia reticulata tiene cuatro genes M / LWS.
Sin embargo es sorprendente la cantidad de genes opsina en el genoma del atún de aleta azul ya que tiene cinco copias de RH2, dos de SW2 y una copia para el resto de los genes, un número único dentro de los teleósteos. Para llegar a la conclusión de que todos estos genes se expresaban en el ojo del atún, Nakamaca et al., llevaron a cabo un análisis de la expresión de los genes. Para ello se purificó el RNA de 25 ojos de atún de aleta azul y se amplificó en forma de cDNA y se hizo un
análisis por electroforesis de agarosa.
Además cabe destacar que la posición 122 del producto de estos genes opsina, es idéntica para los teleósteos secuenciados salvo para el atún de aleta azul que presenta una glutamina en lugar de ácido glutámico en dicha posición.
Este patrón en la posición 122 también se ha observado en RH1 en el colecanto (Latimeria chalumnae) que es considerado como un fósil viviente y en peces que habitan en las profundidades oceánicas. Se piensa que la glutamina en esta posición desvía la sensibilidad hacia longitudes de onda menores y que supone una adaptación a ambientes más oscuros.
Este patrón también aparece en el suborden Scombroidei, sugiriendo que la mutación apareciese en el antecesor. Los representantes del suborden Scombroidei, no son peces de las profundidades pero sí depredadores de mar abierto, de modo que parece que la mutación en la posición 122 de Thunnus orientalis supone una ventaja en la detección de las presas en ambientes poco luminosos.
Para estudiar las posiciones de los aminoácidos implicados en la sintonización espectral de la sensibilidad a la luz Nakamura et al., llevaron a cabo un alineamiento múltiple con los genes opsina de seis teleósteos disponibles en las bases de datos.
Para llevar a cabo el análisis filogenético Nakamura et al.  recogieron secuencias de los genes opsina de las bases de datos y realizó un alineamietno múltiple. Calcularon las tasas de sustitución sinónima y no sinónima y construyeron el árbol filogenético molecular empleando el método de Neighbor-jonining. La datación de los distintos eventos se calculó a partir de las tasas de sustitución sinónima calibrando con los tiempos de divergencia anteriormente descritos de teleósteos.
El resultado del análisis filogenético de los genes RH2, RH2A1/A2 y g67738/g679 (los cinco genes de RH2). Parece indicar que la duplicación de RH2A1/A2 y RH2 B se produjo hace unos 200 Mya, estos genes cayeron en dos clúster distintos en los que parecen otros peces como medaka o guppy lo que sugiere que la duplicación es anterior a la divergencia de Acanthopterygii y Paracanthopterygii.
Los autores vieron que g67738/g679 tenían similitudes con el extremo C-terminal de RH2B. Para indagar más sobre este hecho construyeron un árbol utilizando este único segmento. En el árbol resultante se sitúan más cerca lo que sugiere que se produjo una homogeneización de los genes por conversión génica. En el trabajo de estos autores proponen una vía de evolución basada en la parsimonia que se muestra en la imagen "Evolución de los genes RH2 del atún de aleta azul". 
Un gen RH2 se duplicaría hace 200 M ya anterior a la divergencia de Acanthopterygii y Paracanthopterygii. Hace unos 100 Mya se produjo una duplicación invertida que dio lugar al linaje RH2A y RH2B.  Hace unos 40-80 M ya se produjo una conversión parcial del extremo C-terminal de una de las copias de RH2A por el de RH2B. Hace unos 10-40 Mya se produjo una duplicación en tándem. De manera que en un corto periodo temporal los genes RH2 pasaron de tres a cinco copias.
El análisis filogenético de SW2 muestras que sus dos copias, al igual que las de otros peces, se encuentran en clados distintos, sugiriendo que la duplicación es antigua en torno a 200Mya, ligeramente anterior a la del RH2. De nuevo se construyó un árbol con los segmentos C-terminal y también se acercan. Lo que sugiere que en este caso también ha existido una conversión génica.
Todos estos cambios (RH1, RH2 y SW2) parece que están implicados en la sensibilidad a la luz verde azulada.  Un mayor número de copias podría relacionarse con una mayor diversificación de la sensibilidad espectral para adaptarse a las longitudes de onda que predominan en su hábitat ya que cuando la luz penetra en una gran masa de agua como el mar, no solo va disminuyendo su cantidad sino también su calidad, y son las longitudes de onda cortas del espectro visible las que atraviesan hasta capas más profundas.
Los genes RH2 y SW2 parecen estar implicados la adaptación al medio de los atunes, mejorando la medida de distancias y visión dinámica.